# Fouille clandestine
On appelle fouille clandestine le fait de pratiquer une fouille archéologique sans autorisation de la puissance publique, dans les pays qui disposent d'une législation adaptée ou qui sont signataires des conventions internationales sur la protection du patrimoine archéologique. 

## Législation française

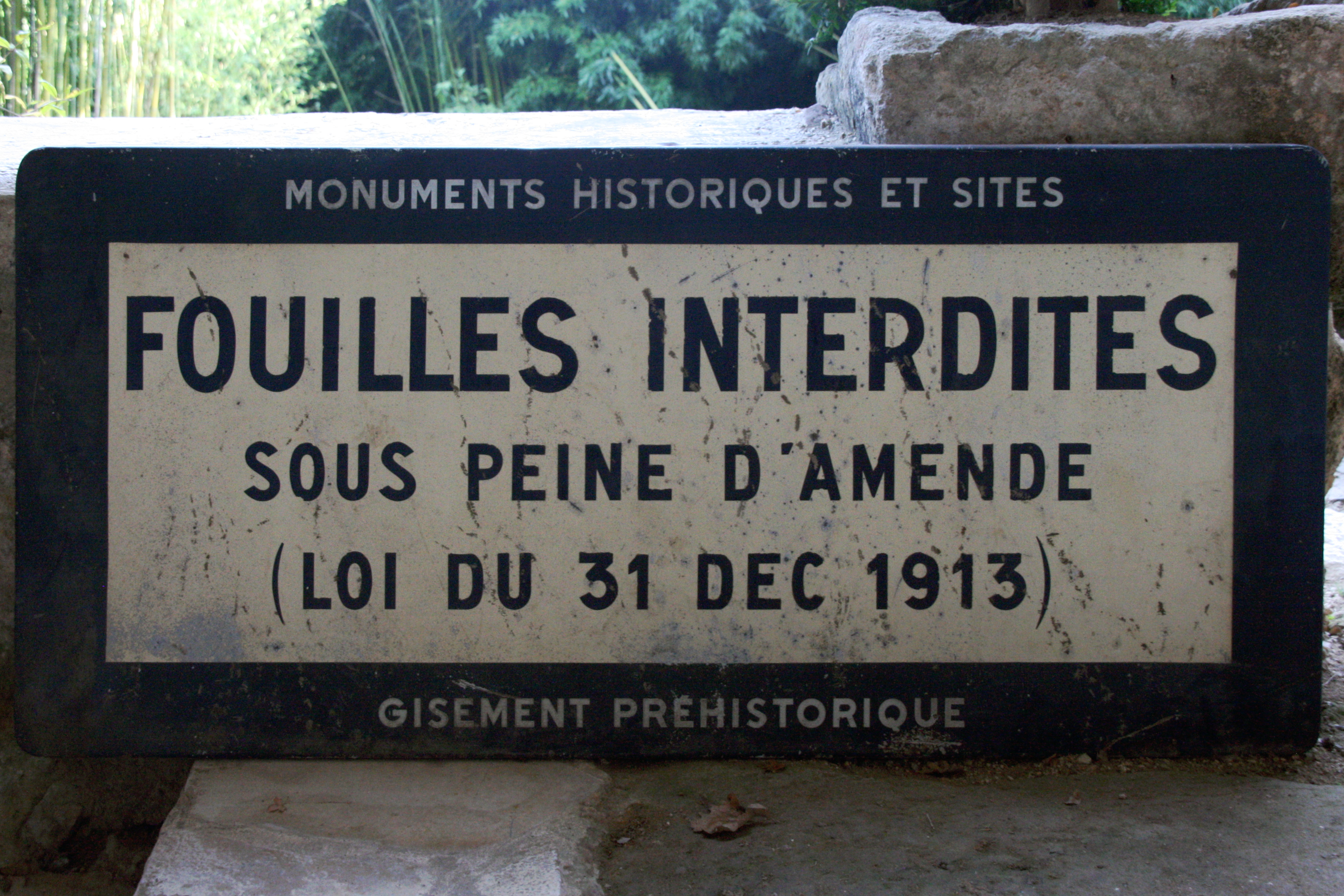
Panneau de fouilles interdites de la grotte préhistorique de Saint-Cirq en Dordogne.

Dans la législation française, effectuer une fouille archéologique nécessite d’avoir obtenu une autorisation de fouille délivrée par l’État, représenté par le Service régional de l’archéologie (Direction régionale des Affaires culturelles, Ministère de la Culture) ou, en mer, par le Département des recherches archéologiques subaquatiques et sous-marines. Dans le cas contraire, il s’agit d’une fouille clandestine, dont l’auteur est passible d’amende et de deux ans de prison s’il conserve le produit des fouilles sans le déclarer (code du patrimoine, article L.544).
Cette notion est très large, puisqu’elle ne dépend pas de l’ampleur des travaux réalisés. Remuer un peu de terre avec le pied pour dégager un objet peut ainsi être considéré comme une fouille clandestine. Cette conception permet notamment de lutter contre les dégâts occasionnés par des amateurs malveillants en recherche de mobilier céramique, lithique ou métallique. Leur activité est préjudiciable à la bonne compréhension des sites archéologiques. L’usage de détecteur de métaux nécessite également une autorisation de l’État, « lorsque le but est la recherche d’objets métalliques pouvant intéresser la préhistoire, l'histoire, l'art ou l'archéologie » (code du patrimoine, article L.542).
La recherche visuelle de sites archéologiques, même sans faire de prélèvements, est également soumise à autorisation des services compétents du Ministère de la Culture.
Une découverte fortuite, c’est-à-dire le fait de trouver un objet ou un site archéologique « par hasard », à l’occasion de travaux agricoles ou de jardinage par exemple, n’est pas considérée comme une fouille clandestine. La personne qui fait cette découverte fortuite doit la signaler au maire de la commune, ou auprès du Service régional de l’archéologie (DRAC, Ministère de la Culture), sans quoi elle est également passible d’amende.